# 珀金斯頓 (密西西比州)
珀金斯頓（英語：Perkinston）是位於美國密西西比州斯通縣的非建制地區。

## 歷史
珀金斯頓的郵局自1888年營運至今。

## 地理
珀金斯頓所處的海拔為高於海平面41米（即135英呎），而該地所採用的時區為UTC-6，即北美中部時區（CST）。同時該地設有夏令時間，為UTC-6調快一小時，即UTC-5（CDT）。